# Die Presse
Die Presse («la premsa») és un diari austríac, editat a Viena. Va ser fundat el 1848.
El concurrent principal del diari és Der Standard, un diari liberal de l'esquerra. Aquests dos són considerats els diaris de qualitat a Àustria, juntament amb Salzburger Nachrichten i Wiener Zeitung.